# District d'Isumi
Le district d'Isumi (夷隅郡, Isumi-gun) est un district de la préfecture de Chiba au Japon.
Lors du recensement de 2000, sa population était estimée à 62 975 habitants pour une superficie de 312 km2 (réestimé depuis à 18 617 personnes pour 155 km2 en août 2010).

## Communes du district
- Onjuku
- Ōtaki